# ایان هیوم
ایان هیوم (انگلیسی: Iain Hume؛ زادهٔ ۳۰ اکتبر ۱۹۸۳) بازیکن فوتبال اهل کانادا است.
از باشگاه‌هایی که در آن بازی کرده‌است می‌توان به باشگاه فوتبال بارنزلی، باشگاه فوتبال ترانمره راورز، باشگاه فوتبال کرالا بلاسترز، باشگاه فوتبال پرستون نورث اند، باشگاه فوتبال پومفرادینا، باشگاه فوتبال دونکستر راورز، باشگاه فوتبال لستر سیتی، و باشگاه فوتبال فلیتوود اشاره کرد.
وی همچنین در تیم‌های ملی فوتبال Canada U-20 men's national soccer team و کانادا بازی کرده‌است.